# 下條信隆
下條 信隆（しもじょう のぶたか）は、江戸時代前期から中期の旗本。大和国小泉藩2代藩主片桐貞昌の長男。父より石州流を相伝する。母が妾腹のため、次男に準じて下條姓を称し、別家を建てて旗本となる。

## 生涯
正保元年（1644年）、将軍徳川家光に御目見する。慶安4年（1651年）、将軍徳川家綱に付いて御書院番になる。後に西城を経て、本城の勤務となる。承応元年12月（1653年）、米300俵を賜る。延宝2年（1674年）に父の遺領のうち1000石を分知されるが、先の300俵は返納される。同年、幕命により禁裏造営の奉行を務める。この功績により延宝4年（1676年）、禁裏より花鳥和歌、三十六歌仙手鑑、明正院より扇子、後西院より色紙などを賜る。延宝5年（1677年）、江戸においても時服3領、黄金3枚を拝領。元禄2年（1689年）、御使番となり、布衣を着ることを許される。御先鉄炮の頭、御槍奉行を歴任。後に老年まで勤める功により、紅裏の服の着用を許される。
老年まで勤務したのは、後嗣に恵まれなかったことが考えられる。実子・長五郎がいたが多病を理由に相続できず、次いで石川義当の子の信澄を養子に迎えるが、信澄の兄・総乗の養子となるため実家に戻った。後年大久保忠直の四男・忠利（下條信近）を養子とし、ついに隠居できたと思われる。享保元年（1716年）に職を辞し、寄合に列す。4月朔日死去。享年92。